# Шпицбергенский трактат
Шпицбергенский трактат — подписан 9 февраля 1920 года в Париже и определил международно-правовой статус архипелага Шпицберген.
В 1947 году норвежский парламент признал в резолюции от 15 февраля 1947 года, что СССР является государством, имеющим наряду с Норвегией права на архипелаг Шпицберген. В настоящее время поддерживают своё присутствие на архипелаге Норвегия и Россия.

## Содержание
Согласно Шпицбергенскому трактату, над архипелагом, считавшимся ранее свободной территорией, устанавливался суверенитет Норвегии, а государствам-участникам договора предоставлялось равное право на эксплуатацию естественных ресурсов Шпицбергена и его территориальных вод. Норвегия обязалась в статье 9-й договора не сооружать и не допускать создания морских баз или укреплений на территории архипелага и не использовать её для военных целей. В 1925 году Норвегия официально объявила Шпицберген частью норвежского королевства.
К настоящему времени участниками договора являются более 50 государств; в том числе Россия, США, Великобритания, Германия, Франция, Япония, Нидерланды, Болгария, Венгрия, Дания, Норвегия, Польша, Чехия, Словакия, Румыния, Италия, Швеция. Норвежский стортинг в резолюции от 15 февраля 1947 года признал, что СССР является государством, имеющим наряду с Норвегией особые экономические интересы на Шпицбергене.

## Тема Шпицбергена в российско-норвежских отношениях
Ввиду того что СССР, а затем и РФ, являлся единственной страной, поддерживающей заметное присутствие в регионе, за исключением самой Норвегии (до 1995 года численность советских, а затем и российских граждан на архипелаге превышала число норвежцев), отношения между двумя странами носили довольно напряжённый характер. Опасения норвежской стороны во многом привели к тому, что Норвегия стала членом НАТО. После некоторого спада напряжённости, обусловленного, в первую очередь, оттоком российского населения с архипелага и закрытием нескольких российских населённых пунктов, последовал новый период обострения. В декабре 2011 года российское правительство приняло новую стратегию развития российского присутствия на Шпицбергене, включающую в себя строительство нескольких объектов в городе Баренцбург. Это вызвало протест норвежской стороны, которая не заинтересована в увеличении российского присутствия.
18 апреля 2015 года Шпицберген посетил вице-премьер Правительства России Дмитрий Рогозин, что вызвало дипломатический протест со стороны Норвегии, так как Дмитрий Рогозин был внесён в визовый санкционный список Норвегии и ЕС. Однако российская сторона отвергает обвинения в неуместности этого визита, так как российским гражданам для посещения Шпицбергена виза не требуется.
В мае 2022 Норвегия распространила закон о таможне на Шпицберген.

## Публикация
- «Сборник действующих договоров, соглашений и конвенций, заключённых с иностранными государствами», в. 9, Москва 1938.